# Epiphryne citrinata
Epiphryne citrinata là một loài bướm đêm trong họ Geometridae.